# Duarte Barbosa
Duarte Barbosa (Lisboa, c. 1480-illa de Cebu, 1 de maig de 1521) va ser un escriptor i comerciant portuguès fill de Diego Barbosa. El 1485 Barbosa va ser el primer portuguès que va visitar Bahrain, que després seria part de l'estat de Jabrid. El Llibre de Duarte Barbosa, publicat en 1518, conté una descripció de les terres que voregen l'oceà Índic.

## Circumnavegació de la Terra
Barbosa va viatjar amb la tripulació de Fernando de Magallanes en l'expedició de circumnavegació juntament amb altres 260 persones de diferents rangs. Durant aquest viatge va escriure recomptes detallats sobre les cultures estrangeres que va visitar.
Entre els seus companys en l'expedició de Magallanes van estar:
- Juan Sebastián Elcano, qui va comandar l'expedició després de la mort de Magallanes i va completar la primera circumnavegació del món.
- Estêvão Gomes, primer pilot, que es va amotinar en l'estret de Magallanes i va tornar a Espanya amb la nau San Antonio.
- Álvaro de Mezquita, familiar de Magallanes i oficial de l'expedició, que va assumir el comandament del San Antonio després del motí de Estêvão Gomes.
- Gonzalo Gómez (d'Espinosa), capità del vaixell Trinidad.
- Francisco Albo, pilot.
- Pedro de Valderrama.
- Juan Serrano, capità del Santiago
- Ginés de Mafra.
- Enrique de Malaca (del sultanat de Malaca), esclau de Magallanes a qui Duarte Barbosa maltractava.
- Antonio Pigafetta, cronista
- Cristóvão Rebêlo, fill il·legítim de Magallanes, que també va morir a Mactán.

Barbosa va aconseguir cristianizar a Humabon (el raja de l'illa de Cebu). Aquest els va sol·licitar als espanyols que assassinessin a Lapu-Lapu, el cap de l'illa Mactan. El 27 d'abril de 1521, Magallanes i els seus soldats van desembarcar a l'illa (en el que ells denominaven «descobriment»), però van ser rebutjats per uns mil guerrers, que els van delmar (Batalla de Mactan) i van matar a Magallanes. Duarte Barbosa va ser un dels supervivents. Va ser nomenat capità de la nau Victoria i comandant de l'expedició ―al costat de João Serrão―.
Duarte Barbosa maltractava a Enrique de Malaca i ho amenaçava amb enviar-ho a Portugal com a esclau de la vídua de Magallanes, per la qual cosa Enrique es complota amb el rajà Humabon per matar als espanyols. L'endemà passat, el raja Humabón els va oferir un banquet, en el qual els va enverinar.